# إيدا إينغفول
إيدا إينغفول هي ممثلة سويدية ولدت في 6 أكتوبر 1985، شاركت في أكثر من 15 فيلم منذ 2009.

## وصلات خارجية
- إيدا إينغفول على موقع IMDb (الإنجليزية)
- إيدا إينغفول على موقع ميتاكريتيك (الإنجليزية)
- إيدا إينغفول على موقع روتن توميتوز (الإنجليزية)
- إيدا إينغفول على موقع ألو سيني (الفرنسية)
- إيدا إينغفول على موقع أول موفي (الإنجليزية)
- إيدا إينغفول على موقع قاعدة بيانات الأفلام السويدية (السويدية)
- إيدا إينغفول على موقع قاعدة بيانات الفيلم (الإنجليزية)
- إيدا إينغفول على موقع كينوبويسك (الروسية)